# أولوس بوستوميوس توبرتوس

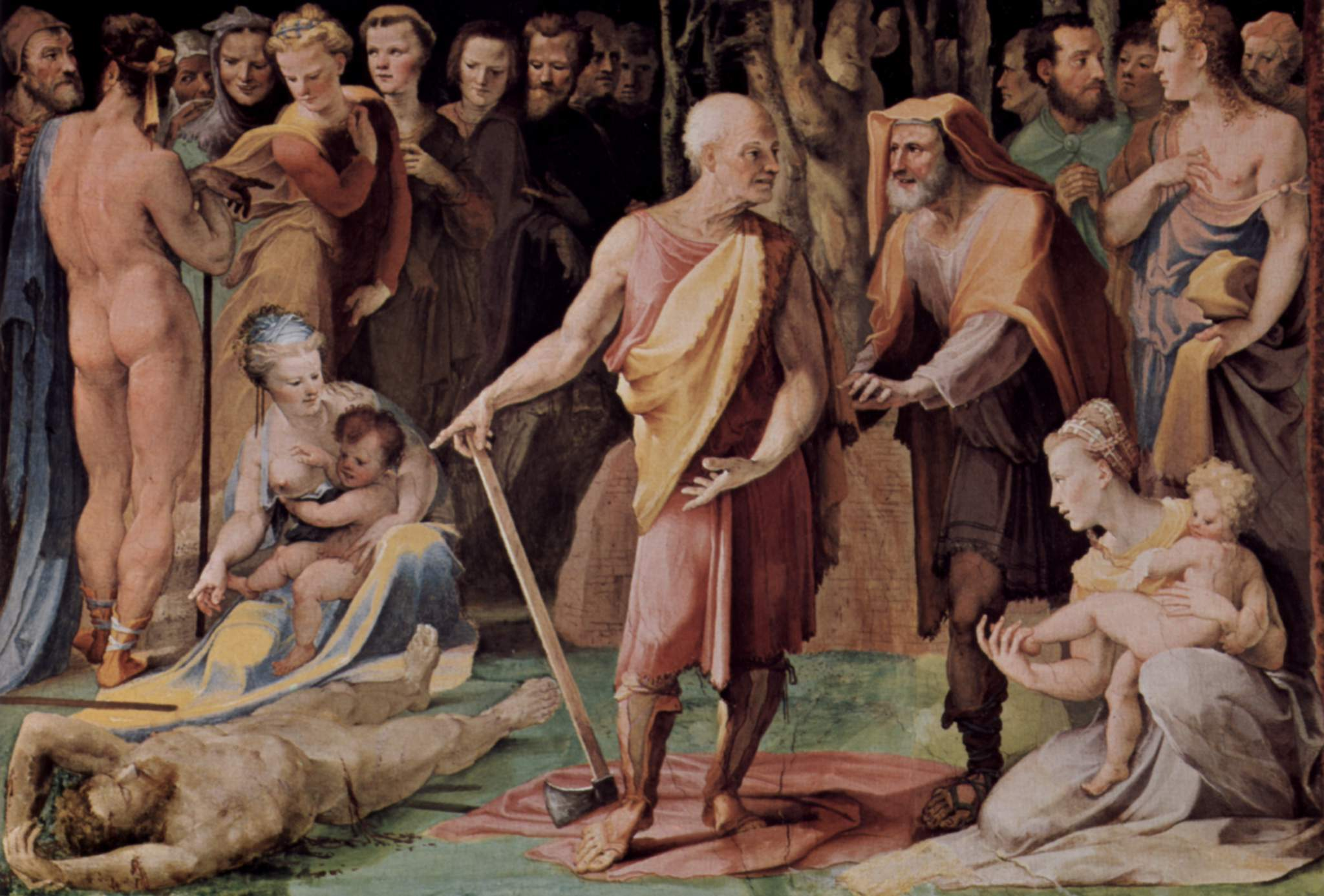
يقتل بوستوميوس ابنه لأنه خان أوامره لصالح بالازو بابليكو في سيينا.

أولوس بوستوميوس توبرتوس (بالإنجليزية: Aulus Postumius Tubertus)، كان قائدًا عسكريًا رومانيًا في الحروب مع اكيوي و فلوسكي خلال القرن الخامس قبل الميلاد. شغل منصب قائد الخيول تحت الديكتاتور ماميركيوس ايميلياس ماميركينوس في عام 434 قبل الميلاد.
كان صهر بوستوميوس هو تيتوس كوينكتوس سنسيناتوس بينوس ، القنصل في 431 و 428 قبل الميلاد. عندما تقرر تعيين ديكتاتور لخوض الحرب مع اكيوي و فلوسكي في 431 قبل الميلاد، لم يتمكن القناصل من الاتفاق ، وبالأحرى وقع الاختيار على سينسيناتوس ، الذي رشح والده. انطلق الرجلان ضد العدو ، وفي 18 يونيو، فاز بانتصار كبير على اكيوي و فلوسكي في جبل الجديس. كان هذا موقعًا للفوز السابق على اكيوي من قبل الدكتاتور لوكس كوينستيوس كينسيناتيوس في عام 458 قبل الميلاد. كانت معركة 431 الأخيرة معركة كبرى بين روما و اكيوي ، وعند عودته، تمت اقامة احتفال.
يُقال بأنه خلال هذه الحملة ، كان ابن بوستوميوس متحمسًا للغاية للاشتباك مع العدو حتى أنه استقال من المنصب الذي كلفه به والده ، ونتيجة لذلك ، فقد قتله بوستوميوس، تيتوس ليفيوس شكك في حقيقة هذه الاقوال، مع الإشارة إلى أن تقليدًا مشابهًا وأكثر تشويهاً كان مرتبطًا ب تيتوس مانليوس توركاتيوس ، القنصل في 347 و 344 و 340 قبل الميلاد، ومع ذلك، شعر نيبور أن منطق ليفيوس لم يكن كافياً لرفض القصة.